# Герби (Польща)
Герби (пол. Herby, нім. Herby) — село в Польщі, у гміні Герби Люблінецького повіту Сілезького воєводства.
Населення — 2427 осіб (2011).

## Демографія
Демографічна структура станом на 31 березня 2011 року:
|          | Загалом | Допрацездатний вік | Працездатний вік | Постпрацездатний вік |
| -------- | ------- | ------------------ | ---------------- | -------------------- |
| Чоловіки | 1237    | 255                | 851              | 131                  |
| Жінки    | 1190    | 188                | 685              | 317                  |
| Разом    | 2427    | 443                | 1536             | 448                  |